# Zygocera bifasciata
Zygocera bifasciata là một loài bọ cánh cứng trong họ Cerambycidae.